# Pleyber-Christ
Pleyber-Christ (bret. Pleiber-Krist) – miejscowość i gmina we Francji, w regionie Bretania, w departamencie Finistère.
Według danych na rok 1990 gminę zamieszkiwało 2828 osób, a gęstość zaludnienia wynosiła 62 osoby/km² (wśród 1269 gmin Bretanii Pleyber-Christ plasuje się na 200. miejscu pod względem liczby ludności, natomiast pod względem powierzchni na miejscu 97.).